# Superpuchar Węgier w piłce nożnej
Superpuchar Węgier w piłce nożnej (węg. Magyar labdarúgó-szuperkupa) – trofeum przyznawane zwycięskiej drużynie meczu rozgrywanego pomiędzy aktualnym Mistrzem Węgier oraz zdobywcą Pucharu Węgier w danym sezonie (jeżeli ta sama drużyna wywalczyła zarówno mistrzostwo, jak i Puchar kraju - to jej przeciwnikiem zostaje wicemistrz). Rozgrywki odbywały się w latach 1992–2016.

## Historia
W sezonie 1992 odbył się pierwszy oficjalny mecz o Superpuchar Węgier. Pierwszy pojedynek rozegrano 12 sierpnia 1992 roku. W tym meczu Újpest FC pokonał 3:1 Ferencvárosi TC. Do 2009 roku zespołowi, który zdobył mistrzostwo i Puchar, trofeum przyznawano bez gry. Potem, w przypadku osiągnięcia dubletu przez ten sam zespół, drugim finalistą zostawał wicemistrz. Od 1996 do 2001 superpucharu nie rozgrywano, wystartował ponownie w 2002 roku. Na początku jeden mecz decydował o wygranej, a następnie od 2005 do 2008 roku dwie gry decydowały o losie Superpucharu, a od 2009 powrócono do gry pojedynczej. Pierwsze trzy mecze finałowe odbyły się na Népstadion w Budapeszcie.

## Format
Mecz o Superpuchar Węgier rozgrywany jest przed rozpoczęciem każdego sezonu. W przypadku remisu po upływie regulaminowego czasu gry przeprowadza się dogrywkę. Jeżeli i ona nie wyłoni zwycięzcy, to od razu zarządzana jest seria rzutów karnych.

## Zwycięzcy i finaliści
| Sezon                                                    | K   | K                                                      | T | Zwycięzca       | Wynik            | Finalista           | Data, miejsce                                             | Uwagi                                              |
| Superpuchar Węgier (węgier. Magyar labdarúgó-szuperkupa) |     |                                                        |   |                 |                  |                     |                                                           |                                                    |
| 1992                                                     |     |                                                        | 1 | Újpest FC       | 3:1              | Ferencvárosi TC     | 12.08.1992, Népstadion, Budapeszt, 12.000                 |                                                    |
| 1993                                                     |     |                                                        | 1 | Ferencvárosi TC | 2:1              | Budapest Honvéd FC  | 25.08.1993, Népstadion, Budapeszt, 20.000                 |                                                    |
| 1994                                                     |     |                                                        | 2 | Ferencvárosi TC | 2:1              | Vác-Samsung         | 03.08.1994, Népstadion, Budapeszt, 8.000                  |                                                    |
| 1995                                                     |     |                                                        | 3 | Ferencvárosi TC |                  |                     |                                                           | automatycznie otrzymał trofeum, gdyż zdobył dublet |
| 1996                                                     |     |                                                        |   |                 |                  |                     |                                                           | nie rozgrywano                                     |
| 1997                                                     |     |                                                        | 1 | MTK Budapest FC |                  |                     |                                                           | automatycznie otrzymał trofeum, gdyż zdobył dublet |
| 1998–2001                                                |     |                                                        |   |                 |                  |                     |                                                           | nie rozgrywano                                     |
| 2002                                                     |     |                                                        | 2 | Újpest FC       | 3:1              | Zalaegerszegi TE FC | 20.07.2002, Révész Géza utcai Stadion, Siófok, 6.000      |                                                    |
| 2003                                                     |     |                                                        | 2 | MTK Hungária    | 2:0              | Ferencvárosi TC     | 19.07.2003, Stadion im. Ferenca Puskása, Budapeszt, 3.000 |                                                    |
| 2004                                                     |     |                                                        | 4 | Ferencvárosi TC |                  |                     |                                                           | automatycznie otrzymał trofeum, gdyż zdobył dublet |
| 2005                                                     |     |                                                        | 1 | Debreczyn VSC   | 2:4              | Soproni FAC         | 16.07.2005, Káposztás utcai Stadion, Sopron, 2.000        |                                                    |
| 2005                                                     | 3:0 | 20.07.2005, Oláh Gábor utcai stadion, Debreczyn, 6.000 | 1 | Debreczyn VSC   |                  | Soproni FAC         |                                                           |                                                    |
| 2006                                                     |     |                                                        | 2 | Debreczyn VSC   | 1:0              | FC Fehérvár         | 17.07.2006, Sóstói Stadion, Székesfehérvár, 3.000         |                                                    |
| 2006                                                     | 2:1 | 20.07.2006, Oláh Gábor utcai stadion, Debreczyn, 8.000 | 2 | Debreczyn VSC   |                  | FC Fehérvár         |                                                           |                                                    |
| 2007                                                     |     |                                                        | 3 | Debreczyn VSC   | 1:1              | Budapest Honvéd FC  | 11.07.2007, Bozsik Stadion, Budapeszt, 2.500              |                                                    |
| 2007                                                     | 3:0 | 15.07.2007, Oláh Gábor utcai stadion, Debreczyn, 7.000 | 3 | Debreczyn VSC   |                  | Budapest Honvéd FC  |                                                           |                                                    |
| 2008                                                     |     |                                                        | 3 | MTK Budapest FC | 0:0 pd. (k. 3:2) | Debreczyn VSC       | 20.07.2008, Oláh Gábor utcai stadion, Debreczyn, 5.000    |                                                    |
| 2009                                                     |     |                                                        | 4 | Debreczyn VSC   | 1:0              | Budapest Honvéd FC  | 18.07.2009, Révész Géza utcai stadion, Siófok, 1.000      |                                                    |
| 2010                                                     |     |                                                        | 5 | Debreczyn VSC   | 1:0              | Videoton FC         | 07.07.2010, Oláh Gábor utcai stadion, Debreczyn, 1.500    |                                                    |
| 2011                                                     |     |                                                        | 1 | Videoton FC     | 1:0              | Kecskeméti TE       | 08.07.2011, Széktói Stadion, Kecskemét, 6.000             |                                                    |
| 2012                                                     |     |                                                        | 2 | Videoton FC     | 1:1 pd. (k. 5:3) | Debreczyn VSC       | 11.07.2012, Sóstói Stadion, Székesfehérvár, 5.000         |                                                    |
| 2013                                                     |     |                                                        | 1 | Győri ETO FC    | 3:0              | Debreczyn VSC       | 13.07.2013, Stadion im. Ferenca Puskása, Budapeszt, 2.000 |                                                    |
| 2014                                                     |     |                                                        | 3 | Újpest FC       | 0:0 pd. (k. 5:4) | Debreczyn VSC       | 11.07.2014, Stadion im. Ferenca Puskása, Budapeszt, 2.000 |                                                    |
| 2015                                                     |     |                                                        | 5 | Ferencvárosi TC | 3:0              | Videoton FC         | 5.07.2015, Sóstói Stadion, Székesfehérvár, 3.679          |                                                    |
| 2016                                                     |     |                                                        | 6 | Ferencvárosi TC |                  |                     |                                                           | automatycznie otrzymał trofeum, gdyż zdobył dublet |

Uwagi:

- wytłuszczono i kursywą oznaczone zespoły, które w tym samym roku wywalczyły mistrzostwo i Puchar kraju (dublet),
- wytłuszczono zespoły, które zdobyły mistrzostwo kraju,
- kursywą oznaczone zespoły, które zdobyły Puchar kraju.

## Statystyka

### Klasyfikacja według klubów
W dotychczasowej historii finałów o Superpuchar Węgier na podium oficjalnie stawało w sumie 11 drużyn. Liderem klasyfikacji jest Ferencvárosi TC, który zdobył trofeum 6 razy.
Stan na 31.05.2022. 
| Lp. | Klub                | Zdobywca | Finalista       | Zwycięskie sezony            | Przegrane finały       |   |   |                                    |            |
| --- | ------------------- | -------- | --------------- | ---------------------------- | ---------------------- | - | - | ---------------------------------- | ---------- |
| Lp. | Klub                | 1.       | Ferencvárosi TC | Zwycięskie sezony            | Przegrane finały       | 6 | 2 | 1993, 1994, 1995, 2004, 2015, 2016 | 1992, 2003 |
| 2.  | Debreczyn VSC       | 5        | 4               | 2005, 2006, 2007, 2009, 2010 | 2008, 2012, 2013, 2014 |   |   |                                    |            |
| 3.  | Újpest FC           | 3        | 0               | 1992, 2002, 2014             |                        |   |   |                                    |            |
| 3.  | MTK Budapest FC     | 3        | 0               | 1997, 2003, 2008             |                        |   |   |                                    |            |
| 5.  | Fehérvár/Videoton   | 2        | 3               | 2011, 2012                   | 2006, 2010, 2015       |   |   |                                    |            |
| 6.  | Győri ETO FC        | 1        | 0               | 2013                         |                        |   |   |                                    |            |
| 7.  | Budapest Honvéd FC  | 0        | 3               |                              | 1993, 2007, 2009       |   |   |                                    |            |
| 8.  | Vác-Samsung         | 0        | 1               |                              | 1994                   |   |   |                                    |            |
| 8.  | Zalaegerszegi TE FC | 0        | 1               |                              | 2002                   |   |   |                                    |            |
| 8.  | Soproni FAC         | 0        | 1               |                              | 2005                   |   |   |                                    |            |
| 8.  | Kecskeméti TE       | 0        | 1               |                              | 2011                   |   |   |                                    |            |

### Klasyfikacja według miast
Stan na 31.05.2022.
| Miasto         | Liczba tytułów | Kluby                                                   |
| -------------- | -------------- | ------------------------------------------------------- |
| Budapeszt      | 12             | Ferencvárosi TC (6), Újpest FC (3), MTK Budapest FC (3) |
| Debreczyn      | 5              | Debreczyn VSC (5)                                       |
| Székesfehérvár | 2              | Fehérvár/Videoton (2)                                   |
| Győr           | 1              | Győri ETO FC (1)                                        |

### Klasyfikacja według kwalifikacji
| Tytuł                   | Zwycięstw | Finałów |
| ----------------------- | --------- | ------- |
| Mistrz Węgier           | 13        | 7       |
| Zdobywca Pucharu Węgier | 10        | 8       |
| Wicemistrz Węgier       | 1         | 1       |